# Milan M. Cvikl
Milan Martin Cvikl, slovenski politik in ekonomist, * 19. maj 1959, Velenje
Med osamosvojitveno vojno je bil kot rezervni častnik vpoklican v Teritorialno obrambo.
Pred vstopom v politiko je deloval v Banki Sloveniji, Svetovni banki in v Novi Ljubljanski banki. 20. aprila 2004 je postal minister brez resorja, pristojen za evropske zadeve. V času Pahorjeve vlade je bil generalni sekretar Vlade Republike Slovenije, dokler ni bil leta 2010 izvoljen za člana Evropskega računskega sodišča.
Od avgusta 2020 je finančni strokovnjak in podpredsednik za programiranje in razvoj pri Jadranskem svetu, zavodu za sodelovanje v regiji v lasti Marka Voljča in Dejana Novakovića.

### Član slovenskega parlamenta v mandatu 2004–2008
Kot član stranke Socialnih demokratov je bil leta 2004 izvoljen v Državni zbor Republike Slovenije. V tem mandatu (2004–2008) je bil član naslednjih delovnih teles:
- Odbor za finance in monetarno politiko,
- Komisija za nadzor proračuna in drugih javnih financ (predsednik),
- Odbor za zadeve Evropske unije in
- predsednik Preiskovalna komisija za ugotovitev politične odgovornosti nosilcev javnih funkcij, ki so sodelovali pri pripravi in izvedbi pogodbe o nakupu pehotnih bojnih oklepnih vozil - srednjih oklepnih kolesnih vozil 8x8 (...) (t. i. Cviklove komisije, ki je preiskovala nakup oklepnikov Patria, a ni mogla oddati poročila, ker so Cvikla konec junija 2008 razrešili dolžnosti predsednika).[5]

### Sodnik na Evropskem računskem sodišču 2010–2016
Marca 2010 je prestal zaslišanje kandidata za sodnika na Evropskem sodišču pred odborom evropskega parlamenta za proračunski nadzor, nekaj dni zatem pa so ga s 549 glasovi podprli tudi evropski poslanci in tako postal član Evropskega računskega sodišča.

### Accettove obtožbe o kopiranju z angleške Wikipedije
12. aprila 2010 je Matej Accetto, docent za evropsko pravo Pravne fakultete v Ljubljani, objavil članek O pravnem pisanju, recenzijah in kritičnosti, v katerem je Cvikla obtožil, da je dele knjige Prenovljeno pravo Evropske unije (2009) pridobil iz angleške Wikipedije (oz. je prosto prevedel dele člankov in jih uporabil v knjigi brez ustreznega citiranja). Cvikl je njegove navedbe zanikal.

## Vir
- mag. Milan Martin Cvikl - življenjepis 2020. pokrajine.si